# Сальца-Ирпина
Сальца-Ирпина (итал. Salza Irpina) — коммуна в Италии, располагается в регионе Кампания, в провинции Авеллино.
Население составляет 797 человек (2008 г.), плотность населения составляет 199 чел./км². Занимает площадь 4 км². Почтовый индекс — 83050. Телефонный код — 0825.
Покровители коммуны — Пресвятая Богородица, празднование 5 августа, а также святые апостолы Пётр и Павел.

## Демография
Динамика населения:

## Администрация коммуны
- Официальный сайт: